# British thermal unit
Die British thermal unit ist eine Einheit der Energie. Ihr Einheitenzeichen ist Btu oder BTU, ihr Formelzeichen W. Die Btu gehört nicht zum internationalen Einheitensystem (SI), sondern zum Angloamerikanischen Maßsystem.

## Definition
Ein BTU ist definiert als die Wärmeenergie {\displaystyle Q}, die benötigt wird, um ein britisches Pfund Wasser um 1 Grad Fahrenheit zu erwärmen. Die Definition einer Btu folgt dem gleichen Prinzip wie die Definition der Kalorie: nur die Masse des zu erwärmenden Wassers und die Temperaturdifferenz unterscheiden sich.
Aufgrund der temperaturabhängigen spezifischen Wärmekapazität ist diese Energie je nach Temperatur des Wassers unterschiedlich. Daher wurde eine spezifische Wärmekapazität von exakt {\displaystyle 4186{,}8\;\mathrm {J\,kg^{-1}K^{-1}} } festgelegt, was einer Temperatur von ca. 55 °F entspricht – genau die Wärmekapazität, mit der die Internationale-Tafel-Kalorie (international table calorie) definiert ist.
Zusammen mit 1 pound = 0,45359237 kg und 1 °F = 5⁄9 K ergibt sich für die International (Steam) Table-Btu:
{\displaystyle {\begin{aligned}1\;\mathrm {BTU} &=4186{,}8\;\mathrm {\frac {J}{kg\cdot K}} \cdot 0{,}453\,592\,37\;{\text{kg}}\cdot {\frac {5}{9}}\,{\text{K}}=0{,}453\,592\,37\cdot {\frac {5}{9}}\,\mathrm {kcal_{IT}} \\&=1\,055{,}055\,852\,62\;\mathrm {J} \end{aligned}}}
Von Btu abgeleitet sind die Einheiten Quad (quadrillion British thermal units) und Therm.

## Anwendungen und weitere Umrechnungen

### Erdgas
Der Erdgas-Verbrauch wird manchmal in MMBtu angegeben (million British thermal units; MM kommt von tausend tausend). 1 MMBtu entspricht 26,4 Kubikmeter Gas, basierend auf einem Energieinhalt von 40 MJ/m³ (11 kWh/m³).

### Ungefähre Wärmemengen für Strom und Wärmegehalt von Strom
| 1 kWh | ≈ 3.412 BTU |

### Ungefähre Wärmemengen für fossile Brennstoffe
| Kraftfahrzeug Benzin | 1 Gallone = 120.214 BTU |
| Kraftfahrzeug Diesel | 1 Gallone = 137.381 BTU |
| Erdgas (Haushalte)   | 1 therm = 100.000 BTU   |

### Wärmepumpen
Bei der Spezifizierung von Wärmepumpen (speziell Klimaanlagen) wird bei Importgeräten oft die Kühlleistung in BTU pro Stunde (BTU/h) angegeben. Als Umrechnung ergibt sich:
{\displaystyle 1000\;\mathrm {BTU/h} ={\frac {1\,055\,055{,}852\,62\;\mathrm {J} }{3600\;\mathrm {s} }}=293{,}071\,070\,17\;\mathrm {W} }
also ≈ 293 W. 